# 街角 -on the corner-
『街角 -on the corner-』（まちかど オン・ザ・コーナー）は、ゴスペラーズ24作目のシングル。2004年1月28日にキューンミュージック発売された。

## 概要
表題曲の「街角 -on the corner-」は、JRA50周年特別企画である「そして、次の名馬面へ。」のテーマソングおよびJRA創立50周年のテーマソングに使用され、JRA創立50周年CM『疾走篇』と『コーナー篇』を中心に楽曲が使用されていた。

## 収録曲
1. 街角 -on the corner- [5:13]
  - 作詞：相田毅／作曲：岩田雅之／編曲：野崎良太
2. 告白（soul tempo） [5:47]
  - 作詞：村上てつや、山田ひろし／作曲：村上てつや／編曲：K-Muto

## 収録アルバム
| 曲名                 | アルバム                    | 発売日         | 備考                  |
| -------------------- | --------------------------- | -------------- | --------------------- |
| 街角 -on the corner- | 『Dressed up to the Nines』 | 2004年3月10日  | 9thスタジオ・アルバム |
| 街角 -on the corner- | 『G10』                     | 2004年11月17日 | ベスト・アルバム      |